# Jan Kłymko
Jan Kłymko (ur. 30 kwietnia 1910 w Stryju, zm. 12 grudnia 1996 w Katowicach) – polski Sprawiedliwy wśród Narodów Świata.

## Życiorys
Był synem urzędnika Jana i Anny z domu Loudovéj, która pochodziła z Czech. Po ukończeniu szkoły handlowej pracował w firmie Kunz i Ajaks, a następnie był przedstawicielem firmy Bata we Lwowie. W czasie niemieckiej okupacji zajmował się nielegalnym handlem.
W latach 1941–1944 pomagał Żydom ukrywającym się poza gettem we Lwowie, przekazywał im fałszywe dokumenty: metryki, świadectwa pracy, wyrabiał kennkarty oraz znajdował kryjówki. W poruszaniu się po Lwowie pomagał mu fakt, że przedstawiał się jako Czech. Po śmierci brata pojechał w 1941 roku do Pragi, by pomóc szwagierce Eliszce Klimkovej-Deutschovej. Udało mu się uratować jej majątek przed konfiskatą przez zarejestrowanie go pod swoim nazwiskiem. Zaopatrzył ją również w pieniądze, które umożliwiły jej przeżycie getta Theresienstadt w (Terezinie), dokąd została deportowana. Poszukiwany w Pradze przez gestapo, zdołał uniknąć aresztowania.
Pomógł przetrwać również swojej przyszłej żonie Nesi Koffler (1910–2003). Urodzona w Drohiczówce, ukończyła we Lwowie gimnazjum i w 1930 roku rozpoczęła studia na wydziale prawa Uniwersytetu Jagiellońskiego. Znalazła się w lwowskim getcie, z którego zdołała uciec 23 stycznia 1943 roku. Kłymko wyrobił jej kennkartę na nazwisko „Tysowicz”, dzięki której mogła poruszać się po mieście, płacić za swoje utrzymanie oraz zorganizował jej kryjówkę u Wasyla Majkuta, gdzie pozostała przez 10 miesięcy, aż do wyzwolenia.
Po wyzwoleniu Lwowa w lipcu 1944 roku, Nesia Koffler pracowała jako adwokat. W lipcu 1946 r. zostali wraz z Kłymką repatriowani do Polski. Zamieszkali początkowo w Gliwicach, gdzie we wrześniu 1946 r. się pobrali, a Nesia zmieniła nazwisko na Anastazja Kłymko. Pracowała w Delegaturze Komisji Specjalnej do Walki z Nadużyciami i Szkodnictwem Gospodarczym w Katowicach jako radca prawny, a od 1950 r. jako adwokat w Zespole Adwokackim. Działała w Towarzystwie Społeczno-Kulturalnym Żydów w Polsce.

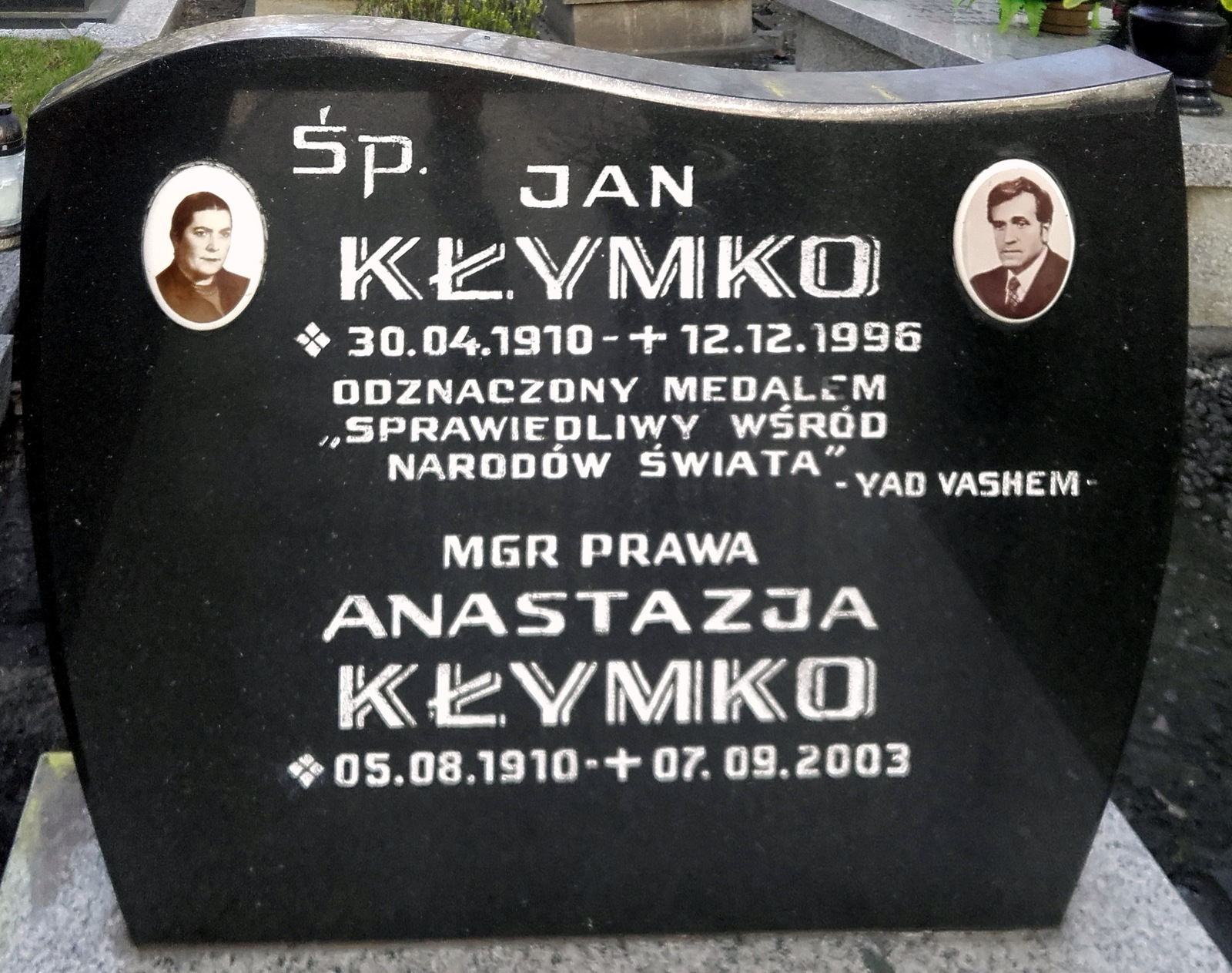
Grób Kłymków na Cmentarzu ewangelickim w Katowicach

Kłymko przeszedł na emeryturę w 1975 roku, a jego żona w 1981.
Zeznania złożone przez Żydów, którym Kłymko pomagał w okupowanym Lwowie podkreślają jego zaangażowanie. Nesia Koffler stwierdza w swoim zeznaniu z 1993 roku: motywem udzielenia pomocy mnie i innym była zwyczajna ludzka litość. Jest rzeczą notorycznie znaną, że za taką pomoc, jakiej udzielał mnie i innym osobom groziła śmierć.
W 1996 Anastazja Kłymko udzieliła wywiadu dla USC Shoah Foundation. 27 stycznia 1997 r. Instytut Jad Waszem podjął decyzję o przyznaniu Janowi Kłymko pośmiertnie tytułu Sprawiedliwego wśród Narodów Świata. Medal odebrała 18 maja 1998 Anastazja Kłymko z rąk ambasadora Izraela Jigala Antebiego, podczas uroczystości zorganizowanej w sosnowieckim Muzeum.
Oboje są pochowani na Cmentarzu ewangelickim przy ul. Francuskiej w Katowicach (kwatera 6-1-16).